# Borya
Borya, biljn i rod iz razreda jednosupnica kojemu pripada 11 priznatih vrsta. Rod je dobio ime po francuskom prirodoslovcu Jean Baptiste Bory de Saint-Vincentu (1778–1846).
Sve vrste endemi su australskog kontinenta.

## Vrste
1. Borya constricta Churchill
2. Borya inopinata P.I.Forst. & E.J.Thomps.
3. Borya jabirabela Churchill
4. Borya laciniata Churchill
5. Borya longiscapa Churchill
6. Borya mirabilis Churchill
7. Borya nitida Labill.
8. Borya scirpoidea Lindl.
9. Borya septentrionalis F.Muell.
10. Borya sphaerocephala R.Br.
11. Borya subulata G.A.Gardner